# Jordan Anew
Jordan Anew (bg. Йордан Анев; ur. 23 sierpnia 1973) – bułgarski zapaśnik walczący w stylu klasycznym. Olimpijczyk z Atlanty 1996, gdzie zajął szóste miejsce w kategorii 52 kg.
Dwudziesty dziewiąty na mistrzostwach świata w 1998. Dziesiąty na mistrzostwach Europy w 1996 roku.
- Turniej w Atlancie 1996

Pokonał Tiebiri Godswilla z Nigerii, Nuryma Düjsenowa z Kazachstanu a przegrał z Andrijem Kałasznykowem z Ukrainy, Amerykaninem Brandonem Paulsonem i w pojedynku o piąte miejsce z Kubańczykiem Lázaro Rivasem.